# Novi Zagreb-Zapad
Novi Zagreb-Zapad (Deutsch: Neues-Zagreb West) ist ein Stadtbezirk im Stadt Zagreb. Novi Zagreb-Zapad hat 63.917 Einwohner und ist 62,63 Quadratkilometer groß. Novi Zagreb-Zapad hat kleinere Siedlungen namens: Blato, Botinec, Čehi, Hrašće, Leskovac, Ježdovec, Kajzerica, Lanište, Lučko, Mala Mlaka, Odra, Remetinec, Savski Gaj, Siget, Sveta Klara und Trnsko.

## Geografie
Novi Zagreb-Zapad liegt an der südlichen Grenze des Flusses Save und grenzt mit den Stadtbezirke Podsused Vrapče, Stenjevec, Trešnjevka jug und Trnje im Norden, Novi Zagreb-Istok im Westen und Brezovica im Süden.

## Rat
Novi Zagreb-Zapad wird von einem Rat vertreten. Der Rat hat 19 Mitglieder.
| Partei | Partei                 | Anzahl Vertreter |
| ------ | ---------------------- | ---------------- |
|        | Koalition Možemo!      | 7                |
|        | Koalition HDZ          | 3                |
|        | Koalition SDP          | 2                |
|        | Bandić Milan 365       | 2                |
|        | DP                     | 1                |
|        | Nezavisna lista mladih | 1                |
|        | Unabhängig             | 3                |